# واکه باز
واکهٔ باز (انگلیسی: Open vowel) یا واکهٔ افتاده (low vowel) به واکه‌ای گفته می‌شود که در تولید آن فاصله میان سطح زبان و کام، حداکثر باشد و در اینصورت، مجرای خروج بازدم، اصطلاحاً «باز» است (مانند [a] , [æ]) به همین منوال، واکه‌های افراشته (مانند [i] ,[u]) که مجرای خروج هوا به هنگام تولیدشان در تنگترین حالت ممکن قرار دارد، «واکه‌های بسته» نامیده می‌شوند.